# Gaius Cassius Longinus (jurist)
Gaius Cassius Longinus (overleden rond 69) was een Romeins jurist en politicus in de 1e eeuw n.Chr.
Cassius stamde af van de gelijknamige Caesarmoordenaar Gaius Cassius Longinus en was door zijn huwelijk met Iunia Lepida, een achterkleindochter van Augustus, met de Julisch-Claudische dynastie verbonden, alsook zijn broer Lucius Cassius Longinus.
In 30 n.Chr. was hij consul suffectus, en in 40/41 proconsul van de provincia Asia. Van 45 tot 49 was hij stadhouder van de provincia Syria. Hij gold als streng van zeden en sprak zich in 61 dan ook uit om alle slaven van de vermoorde praefectus urbanus (stadsprefect) Pedanius Secundus om te brengen. Hij wordt onder Nero wegens mogelijke betrokkenheid bij de samenzwering van Piso naar Sardinië verbannen, maar mocht terugkeren onder Titus Flavius Vespasianus I. Kort daarop stierf hij.
Als rechtsgeleerde schreef hij Tres libri iuris civilis, waarmee hij de stichter werd van de school van de Cassiërs (of Sabiniërs).

## Beknopte literatuur
- Joseph Georg Wolf, Das Senatusconsultum Silanianum und die Senatsrede des C. Cassius Longinus aus dem Jahre 61 n. Chr., Heidelberg, 1988. ISBN 3533040232